# Turner Motor

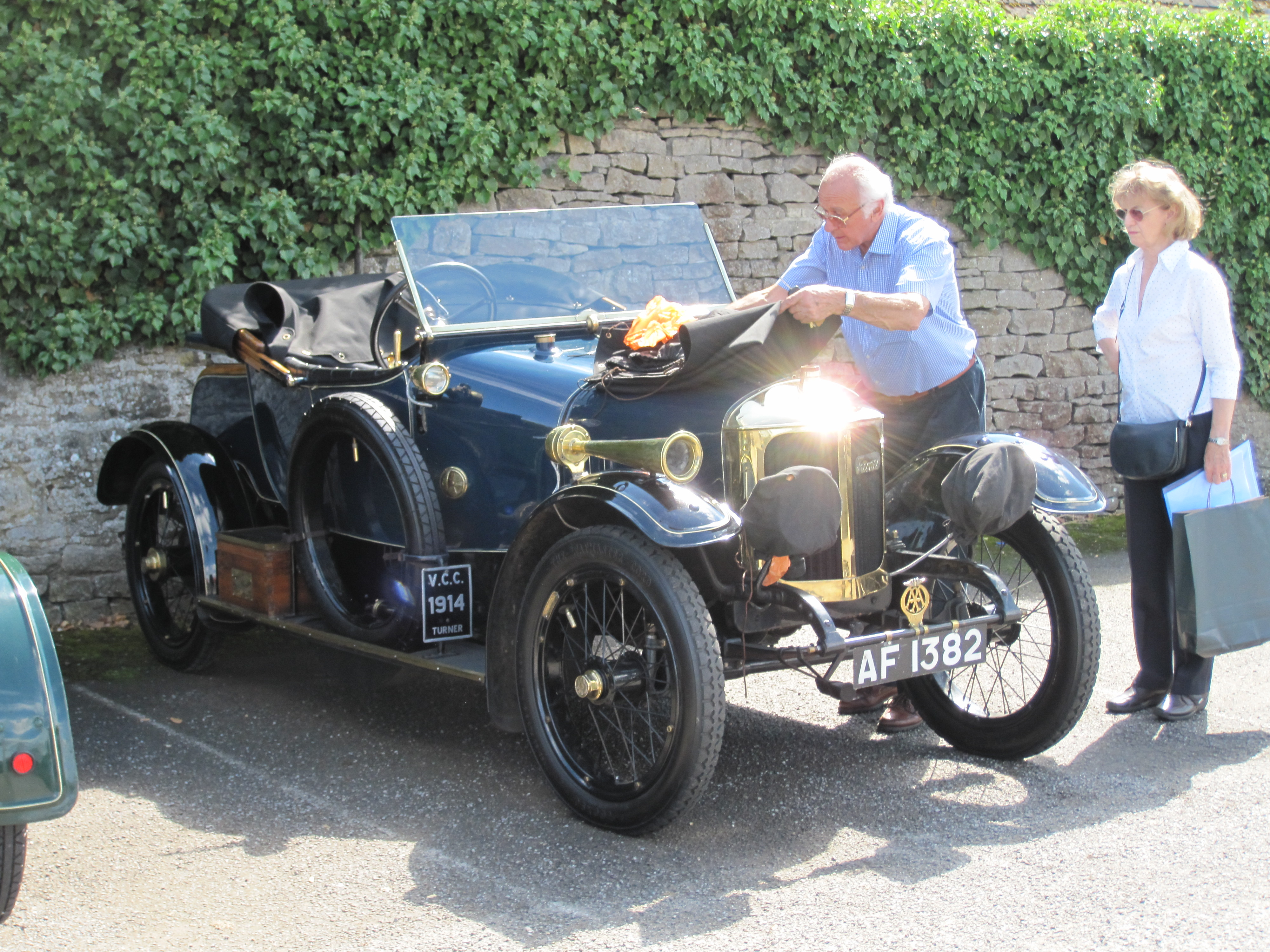
Turner von 1914

Turner’s Motor Manufacturing Co Limited war ein britischer Hersteller von Automobilen.

## Unternehmensgeschichte
Das Unternehmen aus Wolverhampton, das bereits Fahrzeuge unter den Marken Turner-Miesse und Seymour-Turner herstellte, begann 1911 mit der Produktion von Automobilen, die als Turner vermarktet wurden. Außerdem wurden Einbaumotoren an Day-Leeds geliefert. 1930 endete die Produktion.

## Fahrzeuge
Das erste Modell 9 HP war das einzige mit einem Zweizylindermotor. Der Hubraum betrug anfangs 1021 cm³, im zweiten und gleichzeitig letzten Produktionsjahr 1145 cm³. Fortan wurden nur noch Vierzylindermotoren verwendet. Den 10/15 HP gab es von 1912 bis 1915 mit 1128 cm³ Hubraum. 1912 wurde der 15 HP mit 2120 cm³ Hubraum hergestellt. Zwischen 1913 und 1914 gab es den 12 HP mit wahlweise 1645 cm³ oder 1847 cm³ Hubraum. 1914 folgte der 12/20 HP, der bis 1919 mit 2178 cm³ Hubraum ausgestattet war. Nur 1920 gab es den 13/15 HP mit 2120 cm³ Hubraum. Zwischen 1921 und 1923 wurde der 11/24 HP mit 1795 cm³ Hubraum hergestellt. Den 14/30 HP gab es zwischen 1921 und 1924 wahlweise mit 2120 cm³ oder 2304 cm³ Hubraum. Das letzte Modell 12/20 HP erschien 1923, es wurde bis 1930 mit 1496 cm³ Hubraum produziert.
Zwei Fahrzeuge dieses Herstellers sind im Black Country Living Museum in Dudley zu besichtigen.